# Волхона
Волхона — река в России, протекает по Дубенскому району Тульской области. Левый приток Волхонки.

## География
Река Волхона берёт начало в лесах к западу от деревни Лобжа. Течёт на восток, у деревни Негелево поворачивает на юг. Устье реки находится у деревни Берёзово в 4,7 км от устья Волхонки. Длина реки составляет 16 км.

## Данные водного реестра
По данным государственного водного реестра России относится к Окскому бассейновому округу, водохозяйственный участок реки — Упа от истока и до устья, речной подбассейн реки — Бассейны притоков Оки до впадения Мокши. Речной бассейн реки — Ока.
Код объекта в государственном водном реестре — 09010100312110000019243.